# Clement Matawu
Clement „Clemence” Matawu (ur. 29 listopada 1982 w Bindurze) – zimbabwejski piłkarz występujący na pozycji pomocnika.

## Kariera klubowa
Wychowanek Motor Action FC, skąd na początku 2009 roku został wypożyczony do Podbeskidzia Bielsko-Biała. Latem 2010 roku na tej samej zasadzie trafił do Polonii Bytom. W marcu 2012 roku powrócił do Motor Action FC, zaś w połowie 2013 roku przeniósł się do Chicken Inn FC. Z klubem tym zdobył mistrzostwo Zimbabwe w sezonie 2015. W 2019 zakończył karierę.

## Kariera reprezentacyjna
W latach 2003–2010 rozegrał 35 spotkań i strzelił 1 gola w reprezentacji Zimbabwe.

## Statystyki kariery
(aktualne na dzień 25 czerwca 2017)
| Klub                              | Sezon              | Liga               | Liga  | Liga   | Puchar Polski | Puchar Polski | Europa | Europa | Suma  | Suma   |
| Klub                              | Sezon              | Liga               | Mecze | Bramki | Mecze         | Bramki        | Mecze  | Bramki | Mecze | Bramki |
| --------------------------------- | ------------------ | ------------------ | ----- | ------ | ------------- | ------------- | ------ | ------ | ----- | ------ |
| Podbeskidzie Bielsko-Biała (wyp.) | 2008/09            | I liga             | 8     | 2      | 0             | 0             | –      | –      | 8     | 2      |
| Podbeskidzie Bielsko-Biała (wyp.) | 2009/10            | I liga             | 31    | 3      | 1             | 1             | –      | –      | 32    | 4      |
| Polonia Bytom (wyp.)              | 2010/11            | Ekstraklasa        | 8     | 1      | 0             | 0             | –      | –      | 8     | 1      |
| Polonia Bytom (wyp.)              | 2011/12            | I liga             | 0     | 0      | 0             | 0             | –      | –      | 0     | 0      |
| Ogólnie w karierze                | Ogólnie w karierze | Ogólnie w karierze | 47    | 6      | 1             | 1             | 0      | 0      | 48    | 7      |

## Sukcesy

### Zespołowe
Chicken Inn FC
- mistrzostwo Zimbabwe (1): 2015

### Indywidualne
- Piłkarz sezonu w Zimbabwe Premier Soccer League (1): 2006